# 야망의 그림자
《야망의 그림자》(Beyond Desire)는 미국에서 제작된 도미니크 오더닌-지라드 감독의 1995년 액션, 스릴러 영화이다. 윌리엄 포사이스 등이 주연으로 출연하였고 프랭크 시넬리 등이 제작에 참여하였다.

## 출연

### 주연
- 윌리엄 포사이스
- 캐리 우러

### 조연
- 레오 로시
- 샤론 패럴
- 빌리 바스티아니
- 데니스 헤이든

## 기타
- 공동제작: 에드 카델 3세
- 공동제작: 크리스찬 폴랜드
- 협력프로듀서: 주아나 마이어
- 의상: 질리언 크레이너
- 배역: 밥 모로니스